# Šin
Šin nebo sin je písmeno řady souhláskových písem semitských jazyků. Jedná se zejména o fénické 𐤔, aramejské ܫ, hebrejské ש a arabské ش. Reprezentuje neznělé sykavky a to buď neznělou postalveolární frikativu ([ʃ]IPA, v češtině odpovídá písmenu š) nebo neznělou alveolární frikativu ([s]IPA, v češtině odpovídá písmenu s).
Z fénického šinu se navíc vyvinulo řecké písmeno Σ (a z něj dále písmeno S z latinky a písmeno С z cyrilice) a písmeno Ⱎ respektive Ш v hlaholici respektive cyrilici.

## Arabské písmo
V arabštině se písmeno vyskytuje jednak jako س – sín, reprezentující [s]IPA, jednak jako ش – šín reprezentující [ʃ]IPA. Sín a šín jsou považována za samostatná písmena a jejich rozlišení má při abecedním řazení primární řadicí platnost.
Oba znaky se mohou vázat s písmenem předcházejícím i následujícím, mají tedy po čtyřech variantách. Unicode definuje kromě obecných znaku sín a šín (bez ohledu na vázání) i samostatné kódy pro každou z těchto čtyř varianty každého znaku. Jiné systémy definují pouze znak samotný, případně dvě varianty podle vázání s následujícím znakem.
| Znak            | ﺱ                                | ﺱ                                | ﺲ                             | ﺲ                             | ﺳ                               | ﺳ                               | ﺴ                              | ﺴ                              | ﺵ                                 | ﺵ                                 | ﺶ                              | ﺶ                              | ﺷ                                | ﺷ                                | ﺸ                               | ﺸ                               |
| --------------- | -------------------------------- | -------------------------------- | ----------------------------- | ----------------------------- | ------------------------------- | ------------------------------- | ------------------------------ | ------------------------------ | --------------------------------- | --------------------------------- | ------------------------------ | ------------------------------ | -------------------------------- | -------------------------------- | ------------------------------- | ------------------------------- |
| Název v Unicodu | Arabic letter seen isolated form | Arabic letter seen isolated form | Arabic letter seen final form | Arabic letter seen final form | Arabic letter seen initial form | Arabic letter seen initial form | Arabic letter seen medial form | Arabic letter seen medial form | Arabic letter sheen isolated form | Arabic letter sheen isolated form | Arabic letter sheen final form | Arabic letter sheen final form | Arabic letter sheen initial form | Arabic letter sheen initial form | Arabic letter sheen medial form | Arabic letter sheen medial form |
| Kódování        | dec                              | hex                              | dec                           | hex                           | dec                             | hex                             | dec                            | hex                            | dec                               | hex                               | dec                            | hex                            | dec                              | hex                              | dec                             | hex                             |
| Unicode         | 65201                            | U+FEB1                           | 65202                         | U+FEB2                        | 65203                           | U+FEB3                          | 65204                          | U+FEB4                         | 65205                             | U+FEB5                            | 65206                          | U+FEB6                         | 65207                            | U+FEB7                           | 65208                           | U+FEB8                          |
| UTF-8           | 239 186 177                      | ef ba b1                         | 239 186 178                   | ef ba b2                      | 239 186 179                     | ef ba b3                        | 239 186 180                    | ef ba b4                       | 239 186 181                       | ef ba b5                          | 239 186 182                    | ef ba b6                       | 239 186 183                      | ef ba b7                         | 239 186 184                     | ef ba b8                        |
| Číselná entita  | &#65201;                         | &#xFEB1;                         | &#65202;                      | &#xFEB2;                      | &#65203;                        | &#xFEB3;                        | &#65204;                       | &#xFEB4;                       | &#65205;                          | &#xFEB5;                          | &#65206;                       | &#xFEB6;                       | &#65207;                         | &#xFEB7;                         | &#65208;                        | &#xFEB8;                        |
| EBCDIC 420      | 128                              | 80                               | —                             | —                             | 138                             | 8a                              | —                              | —                              | 119                               | 77                                | —                              | —                              | 120                              | 78                               | —                               | —                               |
| CP864           | 188                              | bc                               | —                             | —                             | 211                             | d3                              | —                              | —                              | 189                               | bd                                | —                              | —                              | 212                              | d4                               | —                               | —                               |
| Iran System     | 167                              | a7                               | —                             | —                             | 168                             | a8                              | —                              | —                              | 169                               | a9                                | —                              | —                              | 170                              | aa                               | —                               | —                               |

V dalších jazycích se používají i jiné varianty písmena sín/šín:
| Znak            | ښ                                               | ښ                                               | ڛ                                        | ڛ                                        | ڜ                                                             | ڜ                                                             | ۺ                                  | ۺ                                  | ݜ                                       | ݜ                                       | ݭ                                      | ݭ                                      | ݰ                                                            | ݰ                                                            | ݽ                                                         | ݽ                                                         | ݾ                                  | ݾ                                  | ۜ                       | ۜ                       | ۣ                      | ۣ                      |
| --------------- | ----------------------------------------------- | ----------------------------------------------- | ---------------------------------------- | ---------------------------------------- | ------------------------------------------------------------- | ------------------------------------------------------------- | ---------------------------------- | ---------------------------------- | --------------------------------------- | --------------------------------------- | -------------------------------------- | -------------------------------------- | ------------------------------------------------------------ | ------------------------------------------------------------ | --------------------------------------------------------- | --------------------------------------------------------- | ---------------------------------- | ---------------------------------- | ---------------------- | ---------------------- | --------------------- | --------------------- |
| Název v Unicodu | Arabic letter seen with dot below and dot above | Arabic letter seen with dot below and dot above | Arabic letter seen with three dots below | Arabic letter seen with three dots below | Arabic letter seen with three dots below and three dots above | Arabic letter seen with three dots below and three dots above | Arabic letter sheen with dot below | Arabic letter sheen with dot below | Arabic letter seen with four dots above | Arabic letter seen with four dots above | Arabic letter seen with two dots above | Arabic letter seen with two dots above | Arabic letter seen with small Arabic letter tah and two dots | Arabic letter seen with small Arabic letter tah and two dots | Arabic letter seen extended Arabic-Indic digit four above | Arabic letter seen extended Arabic-Indic digit four above | Arabic letter seen with inverted v | Arabic letter seen with inverted v | Arabic small high seen | Arabic small high seen | Arabic small low seen | Arabic small low seen |
| Kódování        | dec                                             | hex                                             | dec                                      | hex                                      | dec                                                           | hex                                                           | dec                                | hex                                | dec                                     | hex                                     | dec                                    | hex                                    | dec                                                          | hex                                                          | dec                                                       | hex                                                       | dec                                | hex                                | dec                    | hex                    | dec                   | hex                   |
| Unicode         | 1690                                            | U+069a                                          | 1691                                     | U+069b                                   | 1692                                                          | U+069c                                                        | 1786                               | U+06fa                             | 1884                                    | U+075c                                  | 1901                                   | U+076d                                 | 1904                                                         | U+0770                                                       | 1917                                                      | U+077d                                                    | 1918                               | U+077e                             | 1756                   | U+06dc                 | 1763                  | U+06e3                |
| UTF-8           | 218 154                                         | da 9a                                           | 218 155                                  | da 9b                                    | 218 156                                                       | da 9c                                                         | 219 186                            | db ba                              | 221 156                                 | dd 9c                                   | 221 173                                | dd ad                                  | 221 176                                                      | dd b0                                                        | 221 189                                                   | dd bd                                                     | 221 190                            | dd be                              | 219 156                | db 9c                  | 219 163               | db a3                 |
| Číselná entita  | &#1690;                                         | &#x069a;                                        | &#1691;                                  | &#x069b;                                 | &#1692;                                                       | &#x069c;                                                      | &#1786;                            | &#x06fa;                           | &#1884;                                 | &#x075c;                                | &#1901;                                | &#x076d;                               | &#1904;                                                      | &#x0770;                                                     | &#1917;                                                   | &#x077d;                                                  | &#1918;                            | &#x077e;                           | &#1756;                | &#x06dc;               | &#1763;               | &#x06e3;              |

Písmena sín a šín vytvářejí mnoho ligatur s ostatními písmeny arabské abecedy. Řada z nich má vlastní definice v Unicodu.

## Hebrejské písmo
V hebrejštině se písmeno vyskytuje jako 21. v abecedě a to jednak ve variantě šin reprezentující [ʃ]IPA, která má tečku nahoře na pravé straně שׁ, a jednak ve variantě sin reprezentující [s]IPA, která má tečku nahoře na levé straně שׂ. Obě varianty jsou považovány za jedno písmeno a jejich rozlišení má při abecedním řazení pouze sekundární řadicí platnost.
U řady slov dochází ke kolísání pravopisu mezi písmeny שׂ (sin) a ס (samech), která mají stejnou výslovnost.
Ve svitcích Tóry je písmeno šin opatřeno třemi „korunami“.
V rámci gematrie mají obě podoby hodnotu 300.
V Braillově písmu se používají znaky ⠩ U2829 jako šin a ⠱ U2831 jako sin.
V Morseově abecedě se používá značka ... (tečka tečka tečka).

### Typografie rozlišovací tečky
Setká-li se rozlišovací tečka písmene šin/sin s vokalizační značkou cholam, která má podobu tečky umístěné přibližně ve stejném místě, může vzniklé uskupení působit neesteticky či dokonce zhoršovat čitelnost. Často používaným řešením je použití pouze jedné tečky s tím, že „chybějící“ vokalizace vyplývá z absence jiné vokalizační značky v jinak plně vokalizovaném textu. Jiným řešením je použití fontu, u něhož se s touto kolizí počítá a umístění rozlišovacích teček písmen šin a sin je vhodně upraveno.
| Znak            | ש                  | ש                  | שּ                              | שּ                              | שׁ                                | שׁ                                | שׂ                               | שׂ                               | שּׁ                                           | שּׁ                                           | שּׂ                                          | שּׂ                                          |
| --------------- | ------------------ | ------------------ | ------------------------------ | ------------------------------ | -------------------------------- | -------------------------------- | ------------------------------- | ------------------------------- | ------------------------------------------- | ------------------------------------------- | ------------------------------------------ | ------------------------------------------ |
| Název v Unicodu | Hebrew letter shin | Hebrew letter shin | Hebrew letter shin with dagesh | Hebrew letter shin with dagesh | Hebrew letter shin with shin dot | Hebrew letter shin with shin dot | Hebrew letter shin with sin dot | Hebrew letter shin with sin dot | Hebrew letter shin with dagesh and shin dot | Hebrew letter shin with dagesh and shin dot | Hebrew letter shin with dagesh and sin dot | Hebrew letter shin with dagesh and sin dot |
| Kódování        | dec                | hex                | dec                            | hex                            | dec                              | hex                              | dec                             | hex                             | dec                                         | hex                                         | dec                                        | hex                                        |
| Unicode         | 1513               | U+05e9             | 64329                          | U+fb49                         | 64298                            | U+fb2a                           | 64299                           | U+fb2b                          | 64300                                       | U+fb2c                                      | 64301                                      | U+fb2d                                     |
| UTF-8           | 215 169            | d7 a9              | 239 173 137                    | ef ad 89                       | 239 172 170                      | ef ac aa                         | 239 172 171                     | ef ac ab                        | 239 172 172                                 | ef ac ac                                    | 239 172 173                                | ef ac ad                                   |
| Číselná entita  | &#1513;            | &#x05e9;           | &#64329;                       | &#xfb49;                       | &#64298;                         | &#xfb2a;                         | &#64299;                        | &#xfb2b;                        | &#64300;                                    | &#xfb2c;                                    | &#64301;                                   | &#xfb2d;                                   |

Sin v bezpatkovém fontu
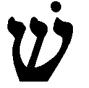
Šin s rozlišovací tečkou posunutou ke středu, což zlepšuje čitelnost při kombinaci s předcházejícím cholamem
Šin v písmu Raši
Šin v psacím písmu
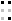
Šin v Braillově písmu
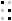
Sin v Braillově písmu
- Šin v Morseově abecedě

### Jidiš
Písmena šin a sin mají v jazyce jidiš stejný fonetický význam jako v hebrejštině, tedy [ʃ]IPA a ([s]IPA. Šin se většinou užívá bez rozlišovací tečky; sin se vyskytuje výhradně ve slovech přejatých z hebrejštiny a obvykle se označuje rozlišovací tečkou po levé straně.
Šin je také součástí spřežek טש ve významu [t͡ʃ]IPA a זש ve významu [ʒ]IPA. Tyto spřežky nejsou jako celek považovány pro účely abecedního řazení za samostatná písmena a nemají ani vlastní kód v Unicodu.

### Šin v židovské kultuře a v judaismu
Písmeno šin se užívá v souvislosti s některými liturgickými předměty judaismu:
- Část tefilin určená pro pokládání na hlavu (tefilin šel roš) je po obou stranách ozdobena písmenem šin. Zvláštností je, že šin umístěné na levé straně má čtyři „nožky“ namísto obvyklých tří. Obě dvě šin mají po třech „korunkách“, stejně jako písmena užívaná v liturgických svitcích.
- Řemínek od tefilin určených pro pokládání na ruku (tefilin šel jad) se omotává kolem paže a dle aškenázské tradice se zakončuje způsobem, který vytváří na hřbetě ruky tvar písmene šin.
- Krabička na svitek mezuzy bývá opatřena písmenem šin, případně celým slovem שדי‎. Někdy je místo toho v krabičce otvor, kterým je vidět totéž slovo napsané na rubové straně svitku mezuzy uloženého v krabičce.
- Na chanukovém drejdlu (sevivonu) se vyskytuje písmeno šin pouze u verzí užívaných mimo zemi Izrael jako součást zkratky či kódu נגה״ש (nes gadol haja šam — div veliký stal se tam); v Izrael je nahrazeno písmenem pe (nes gadol haja po — div veliký stal se zde).

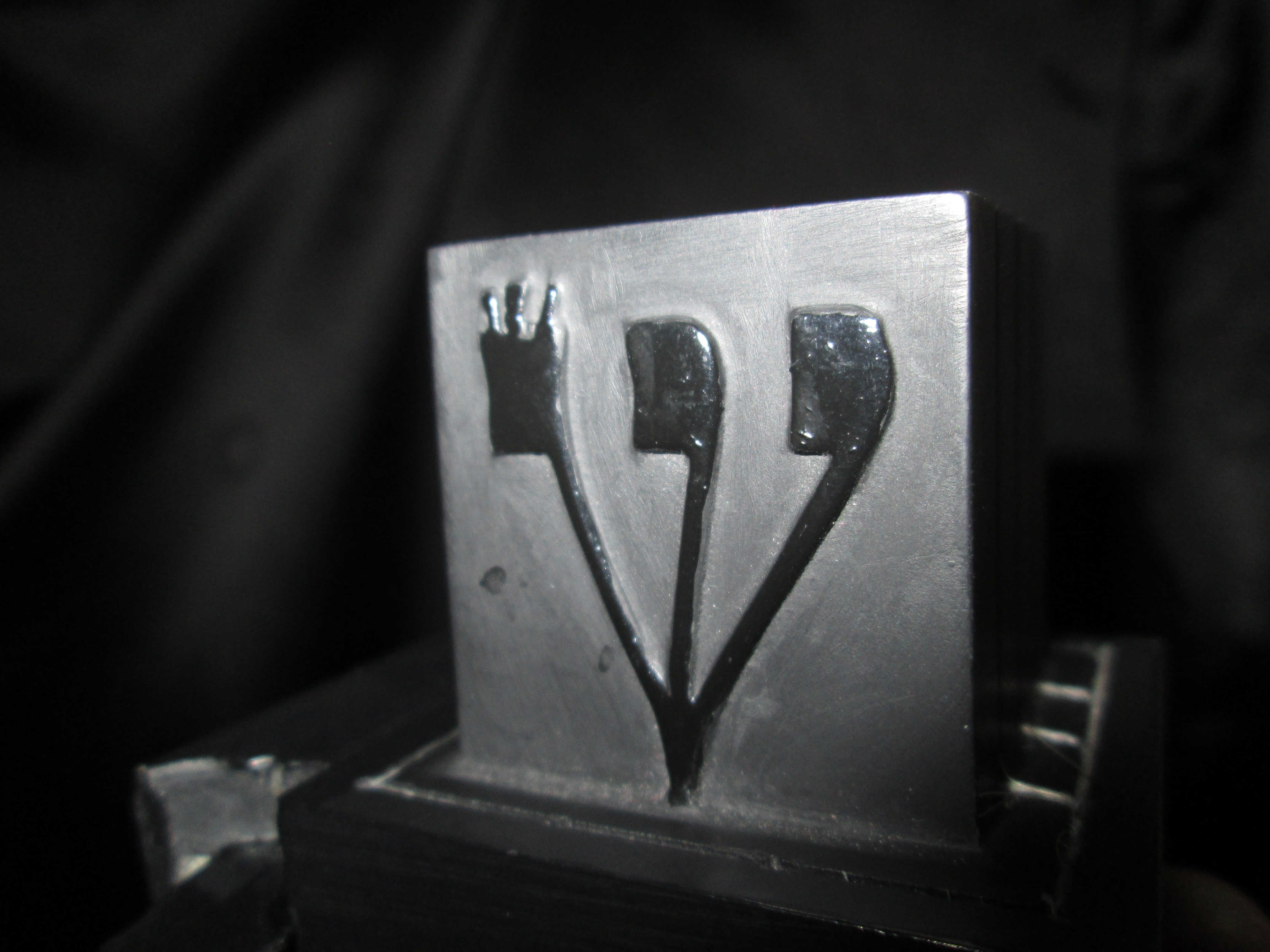
Šin na tefilin pro pokládání na hlavu
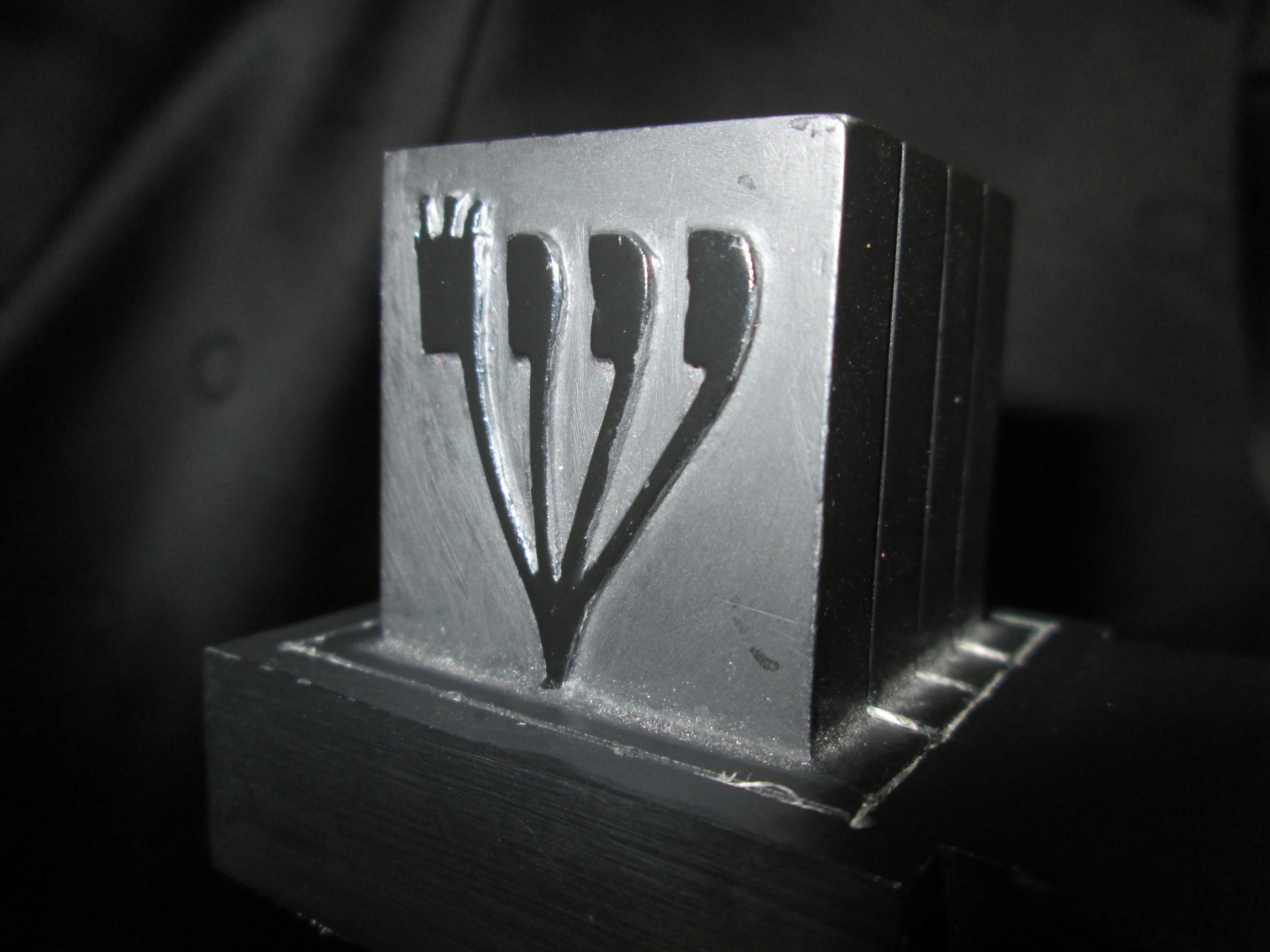
Pozměněné šin na levé straně tefilin
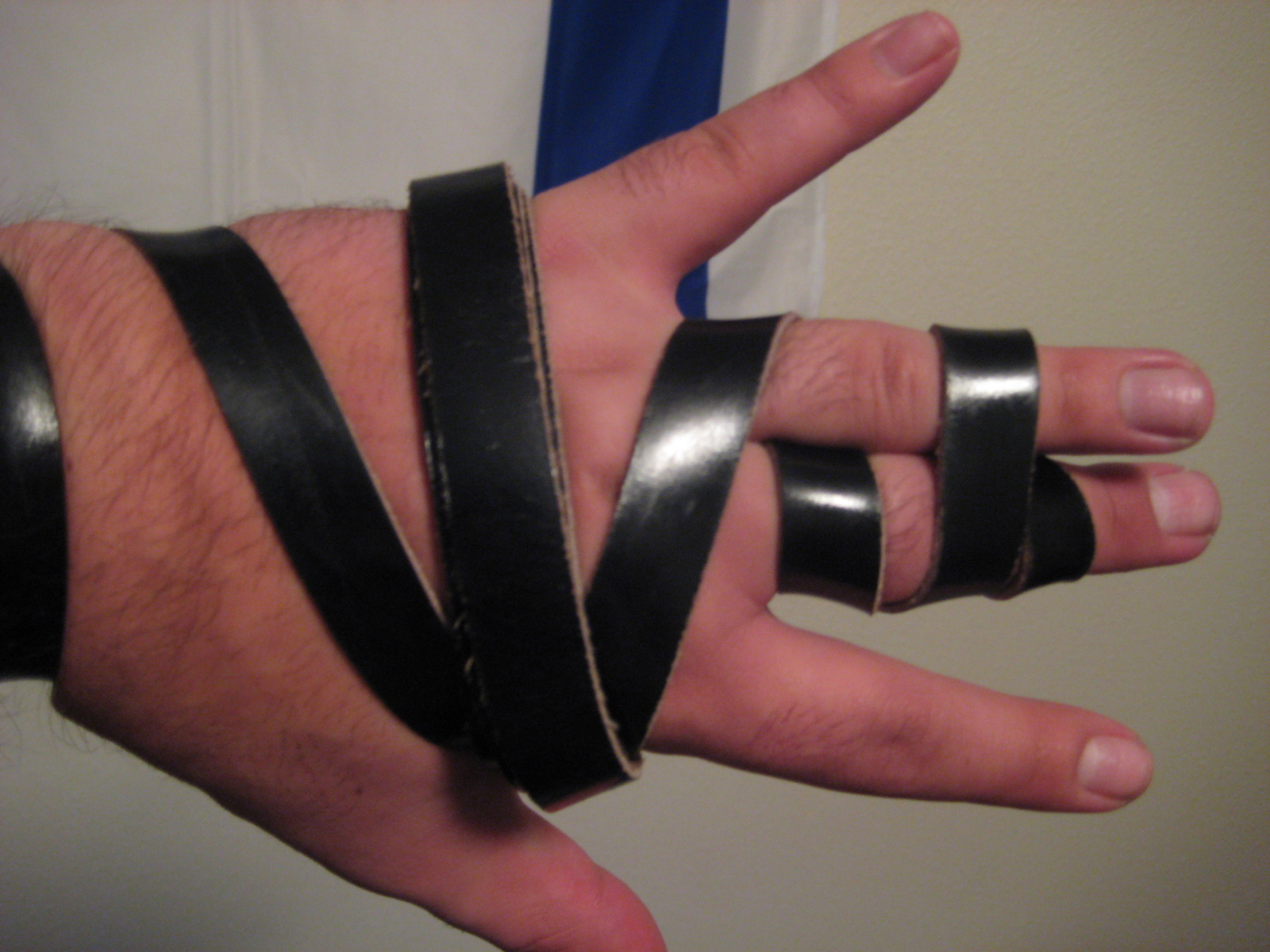
Aškenázský způsob ovíjení řemínku tfilin na ruce vytváří zřetelný tvar písmene šin
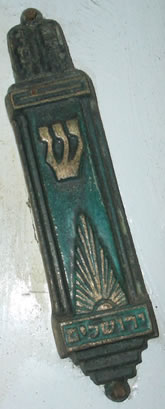
Šin na krabičce pro mezuzu
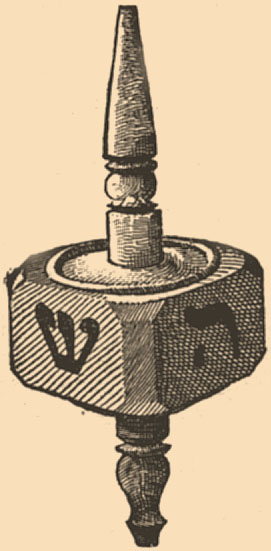
Písmeno šin na drejdlu

#### Šin v kabale
Podle kabalistického spisu Sefer Jecira patří písmeno šin do skupiny „tří matek“ (שלש אמות‎) a představuje stav vědomí bina. V hmotném světě je pak spojováno s ohněm mezi živly, s létem mezi ročními obdobími a s hlavou v lidském těle.